# کارل الیور
کارل الیور (انگلیسی: Carl Oliver؛ زادهٔ ۳۰ ژانویهٔ ۱۹۶۹) دونده اهل باهاما است.